# Bruno Brun
Bruno Brun (Hrastnik, 14 agosto 1910 – Belgrado, 27 febbraio 1978) è stato un clarinettista jugoslavo, professore all'Accademia di Musica di Belgrado.
Brun si laureò presso l'Accademia di Musica di Belgrado nel 1945 e continuò gli studi a Parigi.
Come solista, Brun si esibì in tutta la Jugoslavia, così come all'estero. Inoltre suonò come primo clarinettista con l'Orchestra Filarmonica di Belgrado e con l'Opera di Belgrado.
Fu uno dei fondatori dell'Associazione Artisti Musicali della Serbia, e vicepresidente e segretario dell'Orchestra Filarmonica di Belgrado.
Fu insignito del premio "7 luglio" (1969), il premio più importante per le arti, così come della Medaglia al Lavoro.
Nel 1973 fu membro della giuria del Concorso internazionale di Musica promosso da ARD a Monaco di Baviera, insieme a Heinrich Sutermeister, Robert Gugolz, Günter Bialas, Jost Michaels, Gerd Starke, Ulysse Delécluse, David Glazer, Rudolf Jettel.
Nel 1977 fu membro della giuria alla Munich Competition insieme a Hans-Peter Schmitz, Eduard Brunner, Heinrich Sutermeister, Hans Deinzer, Dieter Klocker, Guy Deplus e Victor Petrov.
Fu insegnante di clarinetto presso l'Accademia di Musica di Belgrado dal 1945 al 1975 e rettore dell'Università delle Arti di Belgrado dal 1965 al 1971. Tra i suoi studenti più famosi abbiamo Milenko Stefanović, Ernest Ačkun, Ante Grgin e Nikola Srdić (tutti sono stati o sono primi clarinettisti e professori universitari). Brun ha scritto diversi libri di testo per gli studenti clarinetto.
Morì a Belgrado nel 1978.
Bibliografia
- Blagojevic, Andrija."Bruno Brun (1910-1978) - Founder of the Yugoslav clarinet school."  ''The Clarinet'', Vol. 41/3 (June 2014), pp. 46–51.
- Blagojević, Andrija. "The Performance Career of Bruno Brun."  The Clarinet, Vol. 47/3 (June 2020), pp. 34–37.